# Beckwourth
Beckwourth (anciennement, Beckwith et Beekwith) est un census-designated place du Comté de Plumas en Californie aux États-Unis. Beckwourth est situé sur la Middle Fork Feather River (en) 8 kilomètres à l'est de Portola.  La localité comptait 432 habitants lors du recensement de 2010, en hausse par rapport au recensement de 2000 (342 habitants).

## Nom
La localité a été nommée d'après l'explorateur James P. Beckwourth qui a découvert le Col Beckwourth en 1851.

## Histoire
Le bureau de poste de Beckwith a ouvert en 1870. Son nom a été modifié en Beckwourth en 1932.

## Démographie
| 2000 | 2010 | - | - | - | - |
| ---- | ---- | - | - | - | - |
| 342  | 432  | - | - | - | - |

## Personnalités liées à la commune
- Jim Beckwourth, mountain man, trappeur et explorateur.
- Alice Marble, joueuse de tennis des années 1930 et début 1940, détentrice de dix-huit titres du Grand Chelem.

## Traduction
- (en) Cet article est partiellement ou en totalité issu de l’article de Wikipédia en anglais intitulé « Beckwourth, California » (voir la liste des auteurs).